# MPEG-sagen
MPEG-sagen handler om at købere af fjernsyn købte et TV med MPEG2-tuner, men TV-forhandlerne fortalte dem ikke at TV-signalet senere ville skifte til MPEG4. Dermed var der folk der investerede 5-6.000 kroner i et TV fordi at de troede at det var fremtidssikret. Men 1. november 2009 kunne TV'erne ikke modtage danske public service kanaler uden en MPEG4-boks. Dansk Erhverv var dog uenige og havde et argument der sagde at forhandlerne ikke kan forudsige fremtiden. Men den 29. november 2013 afgjorde højesteret at kunderne skal have deres penge tilbage hvis de ikke er blevet informeret at de vil få brug for en boks i fjernsynets normale levetid. Dette gælder for TV der er købt efter den 9. november 2007. Omkring 90 tilsvarende klagesager i forbrugerklagenævnet havde været sat i bero afventende udfaldet af sagen.